# Борджиа, Пьетро Луиджи
Пьетро Луиджи Борджиа (по-испански — Педро Луис де Борха; итал. Pier Luigi Borgia, исп. Pedro Luis de Borja; 1458/1460, Рим — 3 сентября 1488/1491, Чивитавеккья) — испанский аристократ из династии Борджиа, 1-й герцог Гандийский (1485—1488/1491), старший внебрачный сын кардинала Родриго Борджиа (позднее папы римского Александра VI).

## Биография
Родился в 1458/1460 году в Риме. Старший незаконнорожденный сын кардинала Родриго Борджиа (позднее папы римского Александра VI) и неизвестной женщины. Единокровный брат Чезаре Борджиа, Джоффре Борджиа, Джованни Борджиа и Лукреции Борджиа.
5 ноября 1481 года он был узаконен папой римским Сикстом IV, как сын кардинала Родриго Борджиа.
Пьетро Луиджи Борджиа должен был жениться на Марии Энрикес де Луна (1474—1539) из дома Энрикес. Она была дочерью Энрике Энрикеса де Киньонеса (ум. 1504), сеньора де Вильяда, Вильявисенсио, Орсе и Баса, и Марии де Луна и Айяла (ум. 1530). Мария Энрикес была первой кузиной короля Арагона Фердинанда II Католика. После смерти Пьетро Луиджи она позднее вышла замуж за его младшего брата, Джованни (также известного как Хуан) Борджиа в сентябре 1493 года.
Педро Луис де Борха участвовал на стороне испанской армии в войне против Гранадского эмирата. После его героизма в битве при Ронде король Арагона Фердинанд II Католик наградил его титулом гранда Испании 18 мая 1485 года.
Гандия в королевстве Валенсия, прародина семьи Борджиа, изначально перешла во владение Пьетро Луиджи (Педро Луиса). Но, прежде чем стать герцогом Гандии, он приобрел герцогство, заключив финансовое соглашение с местными дворянами, Андресом де Кабрера, маркизом де Мойя (1430—1511), и его женой, Беатрис де Бобадилья (1440—1511). В соответствии с этим соглашением, Пьетро Луиджи Борджиа должен был предоставить маркизу де Мойя денежную сумму и признать определённые права испанской короны и королевства Валенсия над территорию герцогства. Некоторые источники утверждают, что отец Педро Луиса передал ему 50 000 дукатов для покупки этой территории. 20 декабря 1485 года король Фердинанд II официально пожаловал ему титул герцога Гандии. 6 января 1486 года Педро Луис де Борха получил должность губернатора Валенсии.
В своем завещании Пьер Луиджи Борджиа уступил герцогство Гандия своему младшему брату Джованни и оставил сестре Лукреции приданое в 10 000 флоринов.
В 1488/1491 году Пьетро Луиджи Борджиа скончался в Чивитавеккье. Его останки были захоронены в церкви Святой Марии в Гандии.